# Virmantas Lemežis
Virmantas Lemežis, (ur. 7 czerwca 1980 w Wilnie) – litewski piłkarz, występujący na pozycji prawego ofensywnego pomocnika. Jego wzrost: 169 cm i 64 kg wagi. Porozumiewa się po litewsku i rosyjsku.

## Kariera klubowa
Karierę klubową zaczynał w lokalnym wileńskim klubie, Ardena Wilno, z którym występował w trzeciej lidze litewskiej. Awansem było pozyskanie Lemežisa przez zespół Geležinis Vilkas Wilno, który w sezonie 1997/1998 zajął 13. miejsce w lidze. W Pucharze Litwy zostali wyeliminowani w 1/16 finału przez FBK Kowno po porażce w Kownie 0:4 i zwycięstwie na stadionie Vingis 2:0. Lemežis pokazał się z bardzo dobrej strony, w 26 występach w swoim zespole, zdobywając aż 6 bramek. Bardzo dobre występy utalentowanego juniora dostrzegła najlepsza litewska drużyna, Žalgiris Wilno, która w sezonie 1998/1999 pozyskała Lemežisa. Žalgiris zdobył mistrzostwo i awansował do europejskich pucharów, jednym punktem wygrywając z zespołem Kareda Siauliai. Nie powiodło się jednak w Pucharze Litwy, gdzie Žalgiris przegrał z wicemistrzem, Karedą bardzo dotkliwie - w Siauliai 0:3 i u siebie aż 0:4. Lemežis w zdobytym przez zespół mistrzostwie, miał jednak bardzo nikły udział - wystąpił tylko w jednym meczu w którym wszedł na boisko z ławki rezerwowych. W sezonie 1999/2000 został relegowany do rezerw Žalgirisu, który grał w drugiej lidze (LFF 1 Lyga). Wraz z zespołem zajął 9. miejsce w drugiej lidze, a na boisku pojawił się łącznie 18 razy, pokonując czterokrotnie bramkarza rywali. W międzyczasie zreorganizowano rozgrywki ligi litewskiej i w roku 2000, Lemežis wrócił do Žalgirisu, z którym zdobył wicemistrzostwo tych rozgrywek. Nie udało się sięgnąć jednak po Puchar Litwy, gdzie tym razem przegrali w rozgrywanym w Poniewieżu finale z Ekranasem Poniewież 0:1. Nie powiodło się jednak w Pucharze UEFA, gdzie przegrali w I rundzie z polskim zespołem Ruch Chorzów, u siebie wygrywając 2:1, by w Chorzowie polec aż 0:6. Lemežis pojawił się łącznie na placu gry 26 razy, zdobywając 1 gola. W roku 2001 nie powiodło się Žalgirisowi, który zajął dopiero 3. miejsce w lidze, za FBK Kowno i Atlantasem Kłajpeda. Znów nie powiodło się w Lietuvos Kupas, gdzie przegrali w finale 0:1, z wicemistrzem kraju, Atlantasem Kłajpeda. Lemežis pojawił się na boisku 8 razy, ale nie udało mu się ani razu trafić do siatki rywali. Postanowił spróbować swoich sił w Polsce, gdzie w sezonie 2001/2002 podpisał kontrakt z trzecioligowym zespołem Kasztelan Sierpc. W Sierpcu zagrał tylko jednak w trzech oficjalnych meczach, w tym jednym meczu Pucharze Polski przeciwko Wiśle Kraków przegranemu 0:3. Jeszcze w rundzie wiosennej, Lemežis odszedł do I-ligowego, partnerskiego zespołu Kasztelana, Orlenu Płock. W pierwszym sezonie wystąpił tylko w jednym, towarzyskim meczu i od początku wiadomo było, że dla Lemežisa szykowana jest rola rezerwowego w płockim klubie. W sezonie 2002/2003 wystąpił tylko w meczu II rundy Pucharu Polski rozgrywanym 28 sierpnia w Nieszawie przeciwko Jagiellonce Nieszawa wygranym przez Wisłę 4:0. Jeszcze w rundzie jesiennej przeniósł się do Žalgirisu, w barwach którego zdążył jeszcze rozegrać 5 meczów. W roku 2003 Žalgiris słabo się zaprezentował i zajął dopiero 4. miejsce w lidze. Lemežis pojawił się na boisku 22 razy i trafił do siatki rywali 2 razy. Rok 2004 to kolejne niepowodzenie i kolejne 4. miejsce w lidze - w pełni zrekompensowali to jednak zdobyciem Pucharu Litwy, po zwycięstwie na własnym stadionie 3:1 nad drużyną Ekranasa Poniewież. Lemežis pojawił się na boisku 24 razy i dwukrotnie pokonał golkipera rywali. W roku 2005 było już fatalnie - Žalgiris zajął dopiero 8, drugie od końca miejsce w lidze. Klapą był także start w Pucharze Litwy, gdzie odpadli w 1/16 finału z Atlantasem Kłajpeda, remisując u siebie 0:0 i po dogrywce przegrywając w Kłajpedzie 0:1. Uprzednio wyeliminowali m.in. Poloniję Wilno, pokonując ją aż 4:0. Lemežis pojawił się we wszystkich, 35 spotkaniach swojej drużyny, a po jego strzałach bramkarze przeciwników pięciokrotnie musieli wyjmować piłkę z siatki. W europejskich pucharach zespół startował w Pucharze Intertoto. W pierwszej rundzie pokonali zespół z Irlandii Północnej Lisburn Distillery 1:0 i 1:0. Warto zauważyć, że zwycięstwie w Lisburn zapewnił Lemežis, który z rzutu karnego w 54 minucie zapewnił Litwinom zwycięstwo. W II rundzie spotkali się z łotewskim zespołem Dinaburg Daugavpils, z którym u siebie wygrali 2:0, także po bramce Lemežisa i w Daugavpils przegrywając 1:2. W trzeciej rundzie natrafili w losowaniu na grecki zespół Aigaleo Ateny. W pierwszym rozgrywanym w Atenach meczu Litwini wygrali 3:1, a bramkę na 1:0 zdobył Virmantas Lemežis. W rewanżu Žalgiris ponownie wygrał tym razem 3:2, a bramkę na 1:0 tak jak przed dwoma tygodniami zdobył Virmantas. Rok 2006 to kolejny rok stagnacji Žalgirisu, który zajął 4. miejsce w rozgrywkach. Kres świetnej formy wilnian nastąpił w IV rundzie, gdzie spotkali się z rumuńskim zespołem CFR Cluj. U siebie Žalgiris przegrał 1:2, a kontaktowego gola zdobył znany z Zagłębia Lubin białoruski zawodnik Aleksandr Osipowicz. W Klużu Litwini polegli jednak 1:5 i ich przygoda z Pucharem Intertoto się zakończyła. Lemežis pojawił się na boisku 27 razy, strzelając 3 gole. Niedługo rozpocznie się sezon roku 2007 w którym Žalgiris wraz z Lemežisem będzie walczył o powrót na fotel mistrzowski w litewskich rozgrywkach.

## Kariera reprezentacyjna
W reprezentacji Lemežis zadebiutował 15 marca 2005 roku w rozgrywanym w Kownie meczu przeciwko Białorusi przegranym przez Litwinów 0:2. Swój drugi i jak do tej pory ostatni występ, zaliczył w meczu rozgrywanym w Bełchatowie przeciwko Polsce, wygranym przez Litwinów 1:0.

## Sukcesy i statystyki
- mistrzostwo Litwy w sezonie 1998/1999 wraz z Žalgirisem Wilno
- wicemistrzostwo Litwy w roku 2000 wraz z Žalgirisem Wilno
- Puchar Litwy w roku 2004 wraz z Žalgirisem Wilno

| Sezon     | Klub                   | Kraj   | Rozgrywki             | Mecze | Bramki |
| --------- | ---------------------- | ------ | --------------------- | ----- | ------ |
| 1996/97   | Ardena Wilno           | Litwa  | Trzecia liga litewska | ?     | ?      |
| 1997/98   | Geležinis Vilkas Wilno | Litwa  | A Lyga                | 26    | 6      |
| 1998/99   | Žalgiris Wilno         | Litwa  | A Lyga                | 1     | 0      |
| 1999/00   | Žalgiris-2 Wilno       | Litwa  | Druga liga litewska   | 18    | 4      |
| 2000      | Žalgiris Wilno         | Litwa  | A Lyga                | 26    | 1      |
| 2001      | Žalgiris Wilno         | Litwa  | A Lyga                | 8     | 0      |
| 2001/2002 | Kasztelan Sierpc       | Polska | III liga polska       | 5     | 0      |
| 2001/02   | Orlen Płock            | Polska | Orange Ekstraklasa    | 1     | 0      |
| 2002/03   | Wisła Płock            | Polska | Orange Ekstraklasa    | 1     | 0      |
| 2003      | Žalgiris Wilno         | Litwa  | A Lyga                | 22    | 2      |
| 2004      | Žalgiris Wilno         | Litwa  | A Lyga                | 24    | 2      |
| 2005      | Žalgiris Wilno         | Litwa  | A Lyga                | 35    | 5      |
| 2006      | Žalgiris Wilno         | Litwa  | A Lyga                | 27    | 3      |
| 2007      | Žalgiris Wilno         | Litwa  | A Lyga                | 0     | 0      |